# Zamoskvorečna linija
Zamoskvorečna linija (rusko Замоскворе́цкая ли́ния, IPA: [zəməskvɐˈrʲɛtskəjə ˈlʲinʲɪjə]) prej Gorkovsko-Zamoskvorečna (Го́рьковско-Замоскворе́цкая) (Linija 2; Zelena linija) je linija Moskovske podzemne železnice. Odprta je bila leta 1938 in je tretja najstarejša linija sistema. Na njej je trenutno 24 odprtih postaj, dolžina linije pa je 42,8 km. Moskvo preseka po osi sever-jug. Potovanje po liniji traja 55 minut, povprečna hitrost vožnje pa je 42 km/h. Večina linije je pod zemljo, nekaj odsekov pa je tudi po površini ali nad zemljo, večinoma na točki, kjer prečka reko Moskvo. Veliko postaj linije slovi po njihovi veličastni notranjosti in zapletenih arhitekturnih značilnostih ter so bile opredeljene kot objekti kulturne dediščine.

## Zgodovina
Prva stopnja linije je sledila najprometnejši moskovski transportni arteriji, Leningradskemu prospektu, bliže centru pa Tverski ulici (nekdaj Gorkovska ulica, od tod prvotno ime) in je leta 1938 povezala severozahodne rajone Aeroport in Begovoj skupaj z Belorusko železniško postajo z mestnim centrom.
Druga stopnja gradnje, ki jo je prekinila druga svetovna vojna, je bila odprta leta 1943 in je sledila Rdečemu trgu južno pod reko Moskvo v gosto poseljeni rajon Zamoskvorečje (od tod trenutno ime) in nato do Pavelecke železniške postaje ter do Zavoda imeni Likačeva (ZiS) jugovzhodno od Moskve.
Še nekaj razširitev se je zgodilo leta 1964, vključno s severno, ki je sledila Leningradskemu šosseju in Moskovskem prekopu v Severno rečno pristanišče. Leta 1969 je bila linija podaljšana proti jugu v smeri Nagatinskega industrijskega rajona in proti parku Kolomenskoje ter na koncu dosegla rajon Čertanovo Severnoje. Leta 1979 je bila na srednjem delu Zamoskvorečne linije odprta postaja Tverska in jo tako povezala s Tagansko-Krasnopresnensko linijo ter pozneje s Serpuhovsko-Timirjazevsko linijo prek prestopov na postajama Puškinskaja in Čehovskaja.
Leta 1984 je tretja jugovzhodna razširitev povezala postajo Kaširskaja s parkom Caricino in stanovanjskim masivom Orehovo-Borisovo, predhodno zgrajena veja proti Čertanovu pa je postala ločena Kahovskaja linija. Zaradi poplavljenega predora se je nova veja morala zapreti dan pozneje za naslednja dva meseca in pol. Konec leta 1985 je bila zgrajena druga stopnja in tako je linija dosegla dolžino 36,9 km z 20 postajami in dnevnim potniškim prometom 1,8 mio potnikov. Od razširitve leta 1984 je ostala linija večinoma nedotaknjeno skozi leta z izjemo gradnje postaj Alma-Atinska in Tehnopark na jugu v letih 2012–2014 in gradnje postaj Hovrino in Belomorskaja na severu v letih 2017–2018.
Kompleksna in navdihujoča zgodovina linije je zrcaljena v njenih arhitekturnih skupinah, zlasti zato, ker je eden redkih krajev, kjer je mogoče videti najboljšo sovjetsko predvojno Art déco arhitekturo. V središču pozornosti pred vsemi drugimi postajami je Majakovska, postaja, ki ni le najbolj fotografirana v celotni mreži, temveč je tudi pogosto na naslovnicah brošur in vodičev po moskovskem podzemnem svetu.
Ko je bila linija leta 1938 prvič odprta je bilo vpeljano barvno šifriranje za ločevanje med tremi linijami hitro rastoče moskovske podzemne železnice. Prva linija, Sokolniška, večinoma zaradi političnih razlogov. Arbatsko-Pokrovska linija, ki je bila kronološko druga, je bila obarvana modro, tretja, Zamosvkorečna pa je prejela zeleno barvo. Toda pomen Zamoskvorečne linije je bil večji in prejela je oznako »druga«. Tej tradiciji so sledili v vseh bivših sovjetskih mestih, prva linija je bila rdeča, druga in tretja pa sta bili bodisi modra, bodisi zelena. V nekaterih podzemnih železnicah, npr. v Minsku temu trendu namenoma niso sledili.
Med novembrom 2022 in majem 2023 je bil del Zamoskvorečne linije med Avtozavodsko in Orehovim zaprt zaradi rekonstrukcije predora.